# نیژنه‌سعیدوو
نیژنه‌سعیدوو (انگلیسی: Nizhnesaitovo) یک شهرک در شهرستان کوشنارنکوفسکی جمهوری باشقیرستان در کشور روسیه است.